# Beat Feuz
Pour les articles homonymes, voir Feuz.
Beat Feuz est un skieur alpin suisse, spécialiste des épreuves de descente et de super G, né le 11 février 1987 à Schangnau dans le canton de Berne.
Il est champion olympique de descente aux Jeux olympiques d'hiver de 2022 et champion du monde de descente aux Championnats du monde 2017, il remporte quatre fois consécutivement le globe de cristal de descente (en 2018, 2019, 2020, 2021) et compte à son palmarès treize descentes remportées en Coupe du Monde, s'imposant notamment trois fois sur la Streif de Kitzbühel et trois fois en bas du Lauberhorn de Wengen.
Au cours de sa carrière, il remporte aussi deux autres médailles aux Jeux olympiques d'hiver (argent en descente et bronze en super G en 2018), deux autres médailles aux championnats du monde (bronze en descente en 2015 et en 2021) et 5 médailles (dont 3 d'or) aux Championnats du monde juniors.
En Coupe du monde depuis décembre 2006, Kugelblitz a pris le départ de plus 200 courses. Il totalise 16 victoires (13 descentes et 3 Super G) et 58 podiums. Parmi eux, 47 ont été obtenus en descente, ce qui constitue un record. Son meilleur résultat au classement général est un deuxième rang obtenu en 2012 derrière Marcel Hirscher.
Beat Feuz prend sa retraite sportive en cours de saison 2022-2023, au mois de janvier, après une dernière participation à la descente de Kitzbühel.

## Biographie
Beat Feuz est l'unique fils d'une famille d'agriculteurs. Son père, Hans « Housi » Feuz, est le directeur des remontées mécaniques locales, à Bumbach, au pied des montagnes de l’est de l’Emmental.
À 8 ans, il se fracture les deux talons en faisant une mauvaise réception lors d'un saut à skis à Adelboden, ce qui l’oblige à circuler en fauteuil roulant pendant trois mois.
Accompagné par son père qui prépare ses skis, il montre très vite un très grand talent pour le ski, d’abord dans les disciplines techniques.
En parallèle, il suit une formation de maçon, davantage inspiré par son modèle Hermann Maier que par la tradition familiale.
Il vit à Oberperfuss im Tirol, un petit village dans la région d’Innsbruck, avec sa compagne rencontrée lors des Mondiaux juniors 2007 (ou 2006 selon les sources), l’ex-slalomeuse autrichienne Katrin Triendl, avec laquelle il a eu deux filles, Clea et Luisa. Il ne manque pas une occasion pour répéter combien son soutien est primordial, que sa vie de famille est ce qui lui importe le plus et que c'est pourquoi il est si discret dans les médias ou auprès des sponsors. De plus, vivre en Autriche lui permet également une vie tranquille car beaucoup moins reconnu qu'en Suisse, même s'il joue fréquemment au club de tennis local et apprécie boire des bières au bar du village.

### Premières compétitions
Quand Beat Feuz remporte le Trofeo Topolino (it) 2002 et dispute ses premières courses FIS en décembre 2002, il est alors considéré comme un spécialiste des disciplines techniques. Il ne dispute que deux ou trois épreuves de vitesse à cette époque. Sa première compétition le 18 décembre 2002 à Grimentz est ainsi un slalom. Le 25 novembre 2003, il est victime d'une triple fracture de la rotule lors d’un entraînement à Davos mais remporte 71 jours plus tard le slalom des Championnats suisses juniors avec près de 4 secondes d’avance. Il monte sur le podium pour la première fois en janvier 2005 lors du slalom de Thusis et signe sa première victoire en décembre 2005 lors du slalom de Sörenberg.

### Le passage par la Coupe d'Europe
Feuz s'aligne pour la première fois en Coupe d'Europe en novembre 2004 pour un KO slalom (course par élimination). Il dispute, sans grand succès, encore 8 slaloms jusqu'à la fin de la saison. Il prend part aux quatre courses des championnats du monde juniors 2005 et remporte la médaille de bronze en slalom.
Lors de la saison 2005-2006, il s'aligne surtout en slalom (sans résultat marquant) et en géant (7 éliminations en 9 courses), quelquefois en Super G (une élimination en 2 courses) et en descente (deux fois hors du Top30) mais c'est en Super combiné qu'il obtient son meilleur résultat (9ème). Il prend le départ des quatre courses des championnats du monde juniors 2006, terminant 4ème en descente et en Super G.
La saison 2006-2007 débute par une 8ème place au slalom de Levi qui reste à ce jour son meilleur résultat en Coupe d'Europe. Cette période est surtout marquée par ses débuts en Coupe du Monde.

### Débuts en Coupe du Monde (2006-2011)
Feuz est aligné pour la première fois en Coupe du monde en décembre 2006 à Reiteralm où il termine 33e d'un super-combiné. Il remporte l'or en descente et en Super G ainsi que le bronze en slalom aux championnats du monde juniors 2007. Grâce à ses très bons résultats, il est ensuite présent lors des finales de Coupe du monde à Lenzerheide, les médaillés d'or étant automatiquement sélectionnés. À tout juste 20 ans, il y marque ses premiers points en Coupe du Monde en prenant la 14e place de la descente et la 22ème du Super G.
En 2007, une déchirure du ligament croisé du genou gauche le prive de la saison entière. Il séjourne alors quelque temps à Vancouver pour apprendre l'anglais (durant toute sa carrière, il ne parle pourtant aux médias qu'en allemand). En 2008, il se blesse au même genou, le contraignant à une nouvelle saison blanche.
Il revient lors de la saison 2009-2010, signant des résultats corrects, mais sans confirmer les espoirs qu'il avait suscités, avec pour meilleure place un douzième rang en super-combiné à Wengen.
Il se blesse à nouveau en début de saison 2010-2011 avant de revenir fort dès le mois de janvier de cette même saison. Il signe son premier Top10 avec une septième place dans la descente de Chamonix, suivi le lendemain d'une dixième place dans le Super combiné, ce qui lui permet d'être sélectionné pour les championnats du monde 2011 disputés à Garmisch-Partenkirchen.
Aux mondiaux, il termine neuvième de la descente, avant de passer très près d'un exploit en super-combiné où, après avoir terminé deuxième de la descente derrière Aksel Lund Svindal, il sort lors du slalom alors qu'il était en course pour une médaille.
Lors des épreuves de Kvitfjell en fin de saison, il signe sa première victoire lors de la première descente, avant de confirmer par une troisième place lors de la deuxième descente du week-end norvégien. On apprend alors dans les médias qu'il avait mangé une fondue la veille de sa victoire et des tartines de Nutella juste avant la course, révélant son insouciance et son hygiène de vie alors discutable, des anecdotes souvent répétées dans la presse durant sa carrière. Grâce à ses bons résultats, il termine septième du classement de la descente.

### Sa meilleure saison en Coupe du Monde (2011-2012)
La saison 2011-2012 permet à Feuz de s'affirmer d'un coup comme un des meilleurs spécialistes de vitesse et même de se révéler comme un possible vainqueur du Grand Globe. Le 26 novembre 2011, il termine deuxième de la descente de Lake Louise avant de décrocher deux nouveaux podiums, en descente et super G, le week-end suivant dans la station américaine de Beaver Creek. Le 16 décembre 2011, il obtient sa première victoire de la saison lors du super G de Val Gardena. Le 14 janvier 2012, il confirme en remportant la descente du Lauberhorn à Wengen et signe son premier podium en super combiné grâce à une deuxième place dans la station suisse. La discipline lui réussit puisqu'il ajoute encore deux podiums à son palmarès dans les stations de Kitzbühel et de Chamonix. Le 11 février 2012, il remporte la descente de Sotchi, première épreuve organisée sur la piste destinée à accueillir les JO 2014. Le lendemain, en terminant deuxième du super combiné dans la station russe, il décroche la deuxième place du classement de cette discipline, derrière le Croate Ivica Kostelić. Alors que ce dernier est blessé pour un mois et perd tout espoir de conserver son Grand globe remporté la saison précédente, Feuz prend la tête du classement général de la coupe du monde à Kvitfjell, remportant le premier super G, prenant la 4ème place de la descente et terminant troisième du deuxième Super G. Feuz entame le sprint final dans sa course au Grand Globe face à ses rivaux Hirscher et Svindal : avec 1250 points, il possède alors 115 points d'avance sur le premier et 251 sur le second. Eliminé dès la première manche du géant de Kranjska Gora, il voit le Norvégien (8ème) et surtout l'Autrichien (3ème) revenir sur lui (à 55 points) mais ce dernier connaît également l'élimination dans la première manche du slalom organisé le lendemain. Deuxième derrière Svindal de la descente des finales de la Coupe du monde qui se disputent à Schladming, Feuz échoue à 7 points du globe de la discipline mais compte alors 135 points d'avance au classement général sur Hirscher et les médias internationaux annoncent déjà son sacre au général. Seulement voilà, Feuz, éliminé, n'inscrit aucun point en super G le lendemain et voit Hirscher, qui prend la troisième place, revenir à 75 points, puis le dépasser grâce à sa victoire lors du slalom géant pour remporter cette édition de la Coupe du monde avec 25 points d'avance. Avec Beat Feuz, la Suisse pense cependant avoir trouvé un nouveau champion capable de se mêler chaque saison à la lutte au classement général pour succèder immédiatement à Didier Cuche qui prend sa retraite.

### Absence prolongée (2012-2013)
Opéré à un genou lors de l'intersaison, Feuz est censé manquer les premières courses de la saison 2012-2013. Toutefois, une augmentation de l'inflammation au genou gauche accompagnée de légers saignements au niveau de la capsule articulaire continue de le faire souffrir et l'oblige à mettre un terme à sa saison avant qu'elle n'ait pu commencer.
En novembre 2012, la situation empire, Feuz doit être hospitalisé. Suivi par les meilleurs spécialistes, on ne lui cache pas qu’il risque une amputation. Il craint alors de ne plus jamais pouvoir skier mais sauve sa jambe et entame une longue rééducation. Il ne pourra désormais plus jamais s'entraîner autant qu'avant afin de ménager son genou. Pendant l'été 2013, il commence à jouer au golf pour se changer les idées et ça devient pour lui une autre grande passion avec le tennis.

### Le difficile retour au plus haut niveau (2013-2017)
Beat Feuz revient pour la saison 2013-2014, mais il n'arrive pas à faire mieux que 6e en Coupe du monde et 13e aux Jeux olympiques.
Il monte à nouveau sur le podium en Coupe du monde en 2014-2015 avec des deuxièmes places lors des descentes de Beaver Creek et Wengen. Il termine ensuite au troisième rang de la descente des Championnats du monde à Beaver Creek.
En préparation de la saison 2015-2016 au Chili, Feuz subit une rupture partielle du tendon d'Achille droit devant être opérée. La convalescence prévue l'empêche de pouvoir participer aux premières manches de la Coupe du monde. Son retour à la compétition est exceptionnel, lors de sa première course de l'hiver il termine 11e lors de la descente de Wengen, ensuite il termine 2e de la descente de Kitzbühel, 3e en descente à Garmisch, 5e en descente à Jongseon, 3e à Chamonix en descente, 5e en descente et 6e en Super-G à Kvitfjell. Il termine sa saison en remportant la descente et le Super-G des Finales de St-Moritz.
Pendant l'été 2016, il connait un nouveau problème de santé : une inflammation de l’oreille interne provoque une paralysie faciale.

### Le meilleur descendeur du monde (2017-2021)
Il est sacré champion du monde de descente à domicile lors des Mondiaux 2017 disputés à Saint-Moritz, puis champion de Suisse de descente quelques semaines plus tard à Davos, après être monté trois fois sur le podium pendant la saison de Coupe du Monde.
Il s'adjuge le petit globe de cristal de la descente de la saison 2017-2018 au cours de laquelle il monte 8 fois sur le podium, dont 3 victoires (à Lake Louise, Wengen et Garmisch), et remporte deux médailles aux Jeux olympiques de PyeongChang 2018, le bronze en descente et l'argent en Super-G.
Lors de la saison 2018-2019, il conserve son petit globe de cristal de la descente grâce notamment à 6 podiums dans la discipline, dont 1 victoire à Beaver Creek. En fin de saison, il prend également la 3ème place du Super G de Kvitfjell.
Le 18 janvier 2020 à Wengen, Beat Feuz remporte la dixième descente de sa carrière, mais surtout, il s'impose dans le Lauberhorn pour la troisième fois, devenant l'égal de Franz Klammer, le seul autre skieur à avoir gagné trois fois sur la mythique piste suisse. À ce point de la saison 2019-2020, également vainqueur à Beaver Creek en décembre, Beat Feuz est monté sur le podium des cinq descentes déjà disputées, ce qui lui permet de prendre à nouveau la tête de la Coupe du monde de la spécialité. Il devient le grand favori à la suite de la blessure de son rival Dominik Paris lors d'un entraînement. Il engrange encore deux deuxième place en Autriche, tout d'abord sur la Streif de Kitzbühel puis lors de la descente de Saalbach, en replacement de la descente préolympique annulée de Yanqing, en Chine. Il termine la saison avec une quatrième place à Kvitfjell et sa régularité lui permet de décrocher un troisième globe de descente consécutif devant l'allemand Thomas Dressen.
Lors de la saison 2020-2021 chamboulée par l'absence de tournée américaine, il commence timidement la saison avec une 6ème place à Val d'Isère et une dixième place à Bormio et ne compte qu'un seul podium après trois courses avec une troisième place à Val Gardena dernière Aleksander Aamodt Kilde aussi leader du classement de descente. Mais le Norvégien se blesse lors d'un entraînement avant la descente de Wengen, finalement annulée et les cartes sont redistribuées. Après avoir fini quatre fois deuxième de la descente prestigieuse de Kitzbühel, Beat Feuz s'impose deux fois de suite sur la Streif, les 22 et 24 janvier et prend la tête du classement. Outre ses deux victoires, il totalise cinq podiums dans la discipline avec deux podium à Garmisch et Saalbach et décroche la médaille de bronze lors de la descente des championnats du monde de ski alpin 2021 à Cortina d'Ampezzo. Alors que la descente finale de Lenzerheide est annulée à la suite de chutes de neige. Il remporte le petit globe pour la quatrième fois consécutive devant l'autrichien Matthias Mayer et rejoint la légende Suisse Didier Cuche pour devenir le deuxième descendeur le plus titré.

### L'ultime quête: l'or olympique (2021-2022)
Pour l'hiver 2021-2022, Beat Feuz engrange tout d'abord trois troisièmes places en descente, à Lake Louise, à Beaver Creek et dans la première descente de Wengen, avant de terminer deuxième de la seconde disputée sur le Lauberhorn. Enfin, le 23 janvier, il remporte sa troisième victoire sur la Streif de Kitzbühel (et sa première de la saison), prenant le meilleur sur son compatriote Marco Odermatt pour 21/100e de seconde.
Le 7 février 2022, il devient champion olympique de descente, s'imposant aux Jeux de Pékin sur une piste tracée par deux autres champions olympiques suisses de descente, Bernhard Russi (victorieux le 7 février 1972, exactement 50 ans avant Feuz) et Didier Défago (titré en 2010). Il s'agit de sa troisième médaille olympique et de la première en or. Il complète ainsi son palmarès en ayant désormais gagné tout ce qu'il y a du plus prestigieux pour un descendeur : or olympique, or mondial, globe de descente, Wengen, Kitzbühel, or mondial junior, le titre national et même le record de podiums en Coupe du Monde.

### Dernière saison (2022-2023)
En avril 2022, alors que l'annonce de sa retraite sportive est pressentie, Beat Feuz déclare se réjouir de continuer à skier pour les deux prochaines années. Il change cependant d'avis en cours de saison 2022-2023 et annonce en décembre qu'il arrêtera sa carrière à l'issue des épreuves de descente de Kitzbühel de janvier 2023. Au cours de cette dernière demi-saison, il signe ses meilleures résultats dans les descentes de Lake Louise et Wengen (deux fois 5e).

## Palmarès

### Jeux olympiques
Beat Feuz a pris part à trois éditions des Jeux olympiques d'hiver. Lors de l'édition 2014, il prend la treizième place en descente, la quinzième place en super-combiné et la vingt-troisième place en super-G. Lors de l'édition 2018, numéro un mondial de descente, il confirme son statut en remportant la médaille de bronze derrière le duo norvégien Aksel Lund Svindal-Kjetil Jansrud et surprend en super-G avec une médaille d'argent derrière l'Autrichien Matthias Mayer. Il est le premier Suisse en ski alpin depuis Pirmin Zurbriggen en 1988 à remporter deux médailles individuelles au cours d'une même olympiade. Lors de l'édition 2022, il devient champion olympique de descente.
| Édition / Épreuve   | Descente | Super-G | Slalom géant | Slalom | Super combiné | Par équipes |
| ------------------- | -------- | ------- | ------------ | ------ | ------------- | ----------- |
| JO 2014 Sotchi      | 13e      | 27e     | —            | —      | 15e           | —           |
| JO 2018 Pyeongchang | Bronze   | Argent  | —            | —      | —             | —           |
| JO 2022 Pékin       | Or       | DNF     | —            | —      | —             | —           |

Légende :
- : première place, médaille d'or
- : deuxième place, médaille d'argent
- : troisième place, médaille de bronze
- — : Beat Feuz n'a pas participé à cette épreuve

### Championnats du monde
Beat Feuz a pris part à cinq éditions des Championnats du monde. Il y remporte un titre mondial en descente en 2017 devant Erik Guay et Max Franz rejoignant au palmarès de la descente ses compatriotes Walter Prager, David Zogg, Franz Zingerle, Rudolf Rominger, Bernhard Russi, Pirmin Zurbriggen, Peter Müller, Franz Heinzer, Urs Lehmann, Bruno Kernen et Patrick Küng.
Il remporte également une médaille de bronze en descente en 2015 derrière Küng et Travis Ganong, et en 2021 derrière l'Autrichien Vincent Kriechmayer et le surprenant Andreas Sander. Il est également tout prêt d'ajouter une quatrième médaille avec une quatrième place en descente en 2019.
| Édition / Épreuve                    | Descente | Super G | Slalom géant | Slalom | Super combiné | Par équipes     |
| ------------------------------------ | -------- | ------- | ------------ | ------ | ------------- | --------------- |
| Mondiaux 2011 Garmisch-Partenkirchen | 9e       | —       | —            | —      | Abandon       | Quart de finale |
| Mondiaux 2015 Vail                   | Bronze   | —       | —            | —      | 14e           | —               |
| Mondiaux 2017 Saint-Moritz           | Or       | 12e     | —            | —      | —             | —               |
| Mondiaux 2019 Åre                    | 4e       | 18e     | —            | —      | —             | —               |
| Mondiaux 2021 Cortina d'Ampezzo      | Bronze   | 10e     | —            | —      | —             | —               |

Légende :
- : première place, médaille d'or
- : deuxième place, médaille d'argent
- : troisième place, médaille de bronze
- — : Beat Feuz n'a pas participé à cette épreuve

### Coupe du monde
- Meilleur classement général : 2e en 2011-2012.
- 4 petits globes de cristal :
  - Vainqueur du classement de la descente en 2017-2018, 2018-2019, 2019-2020 et 2020-2021.
- 59 podiums dont 16 victoires.
- Record:
  - nombre de podiums en descente avec 47, devant Franz Klammer et Peter Muller (41).

| Saison/Classement | Général | Général | Descente | Descente | Super G | Super G | Slalom géant | Slalom géant | Slalom | Slalom | Combiné | Combiné | City Event | City Event |
| Saison/Classement | Class.  | Points  | Class.   | Points   | Class.  | Points  | Class.       | Points       | Class. | Points | Class.  | Points  | Class.     | Points     |
| ----------------- | ------- | ------- | -------- | -------- | ------- | ------- | ------------ | ------------ | ------ | ------ | ------- | ------- | ---------- | ---------- |
| 2006-2007         | 118e    | 18      | 46e      | 18       | -       | -       | -            | -            | -      | -      | -       | -       | -          | -          |
| 2009-2010         | 73e     | 88      | 41e      | 25       | 53e     | 3       | -            | -            | -      | -      | 18e     | 60      | -          | -          |
| 2010-2011         | 22e     | 363     | 7e       | 254      | 34e     | 33      | -            | -            | -      | -      | 14e     | 76      | -          | -          |
| 2011-2012         | 2e      | 1 330   | 2e       | 598      | 3e      | 368     | 34e          | 34           | -      | -      | 2e      | 300     | 5e         | 30         |
| 2013-2014         | 50e     | 147     | 27e      | 78       | 28e     | 57      | -            | -            | -      | -      | 28e     | 12      | -          | -          |
| 2014-2015         | 19e     | 405     | 7e       | 306      | 22e     | 85      | -            | -            | -      | -      | 23e     | 14      | -          | -          |
| 2015-2016         | 13e     | 596     | 5e       | 414      | 12e     | 182     | -            | -            | -      | -      | -       | -       | -          | -          |
| 2016-2017         | 11e     | 447     | 4e       | 259      | 8e      | 187     | -            | -            | -      | -      | 43e     | 1       | -          | -          |
| 2017-2018         | 5e      | 856     | 1er      | 682      | 9e      | 174     | -            | -            | -      | -      | -       | -       | -          | -          |
| 2018-2019         | 6e      | 722     | 1er      | 540      | 12e     | 182     | -            | -            | -      | -      | -       | -       | -          | -          |
| 2019-2020         | 6e      | 792     | 1er      | 650      | 11e     | 142     | -            | -            | -      | -      | -       | -       | -          | -          |
| 2020-2021         | 9e      | 607     | 1er      | 486      | 12e     | 121     | -            | -            | -      | -      | -       | -       | -          | -          |
| 2021-2022         | 6e      | 820     | 2e       | 607      | 6e      | 213     | -            | -            | -      | -      | -       | -       | -          | -          |
| 2022-2023         | 36e     | 221     | 14e      | 179      | 33e     | 42      | -            | -            | -      | -      | -       | -       | -          | -          |

| Saison / Épreuve | Descente                                  | Super G               | Total |
| ---------------- | ----------------------------------------- | --------------------- | ----- |
| 2010-2011        | Kvitfjell                                 |                       | 1     |
| 2011-2012        | Wengen Sotchi                             | Val Gardena Kvitfjell | 4     |
| 2015-2016        | Saint-Moritz                              | Saint-Moritz          | 2     |
| 2017-2018        | Lake Louise Wengen Garmisch-Partenkirchen |                       | 3     |
| 2018-2019        | Beaver Creek                              |                       | 1     |
| 2019-2020        | Beaver Creek Wengen                       |                       | 2     |
| 2020-2021        | Kitzbühel (x2)                            |                       | 2     |
| 2021-2022        | Kitzbühel                                 |                       | 1     |
| Total            | 13                                        | 3                     | 16    |

### Championnats du monde junior
| Édition / Épreuve                                 | Descente | Super G | Slalom géant | Slalom  | Super Combiné |
| ------------------------------------------------- | -------- | ------- | ------------ | ------- | ------------- |
| Mondiaux juniors 2005 Bardonèche                  | 35e      | 10e     | 11e          | Bronze  | —             |
| Mondiaux juniors 2006 Mont-Saint-Anne / Le Massif | 4e       | 4e      | 17e          | Abandon | —             |
| Mondiaux juniors 2007 Flachau / Altenmarkt        | Or       | Or      | 11e          | Bronze  | Or            |

### Championnats de Suisse
Champion de super G 2010
 Champion de combiné 2011
 Champion de descente 2017
 Vice-champion de descente 2010
 Vice-champion de descente 2015